# Nicola Bardola

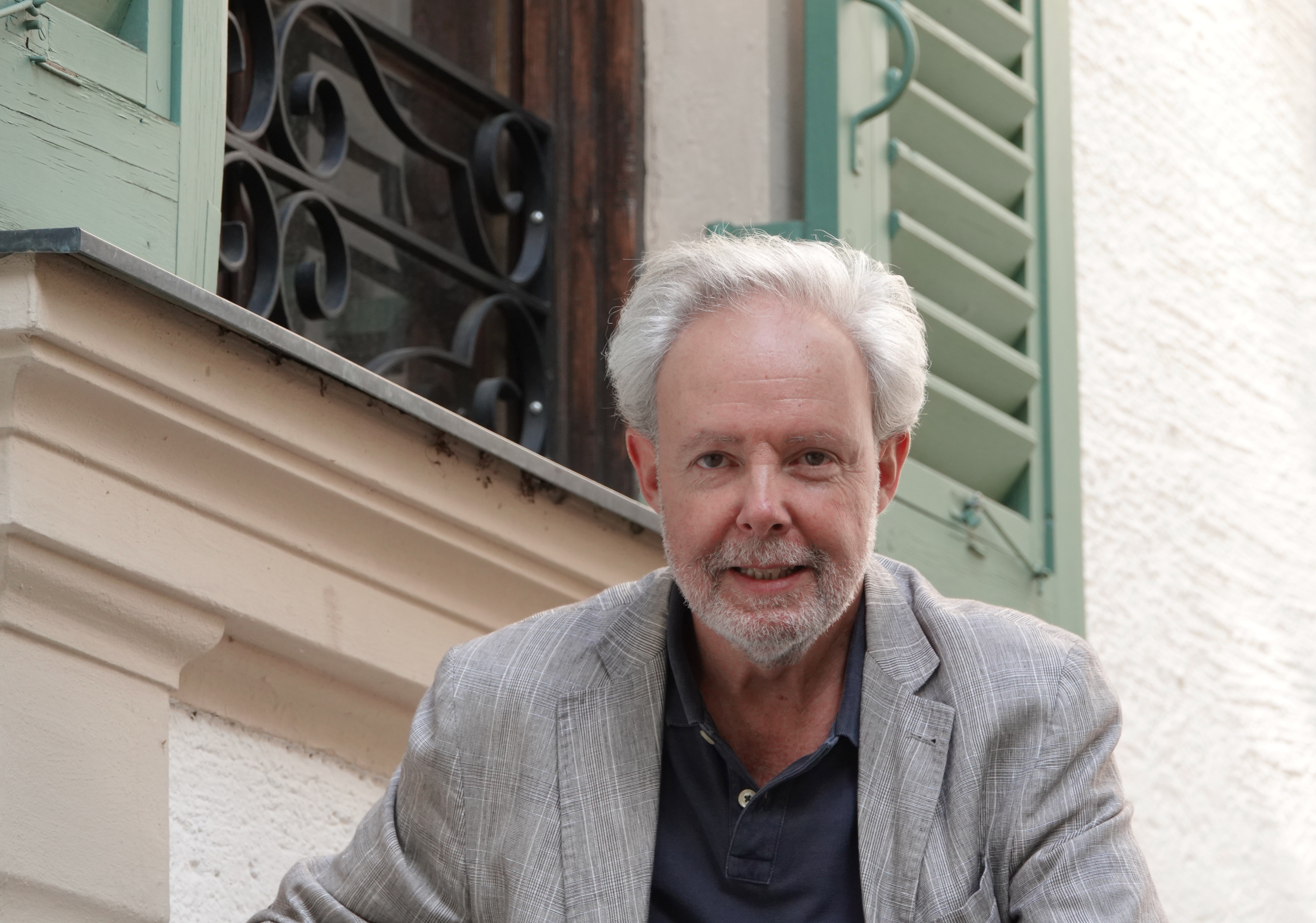
Nicola Bardola 2022

Nicola Bardola (* 27. April 1959 in Zürich) ist ein Schweizer Autor, Journalist und Übersetzer. Er wurde 2005 mit dem Roman Schlemm bekannt.

## Leben
Nicola Bardola, Sohn des Schweizer Mathematikers und Bridge-Meisters Marcello Bardola und von Elena Hoeffleur, besuchte die Kantonsschule Rämibühl und die Kantonsschule Stadelhofen. Nach der Matura veröffentlichte er mit 19 Jahren Texte zu Uni-Themen im Wochenkalender der Studentenschaft Bern, Konzertkritiken in der Berner Zeitung und im Februar 1979 im Berner Student sein erstes Gedicht Fallobst für Tantalus. Wenig später erschien sein Gedicht Ampelfrühling in der Berner Zeitung. Fortan veröffentlichte er Gedichte und Prosatexte, Buch- und Schallplattenbesprechungen sowie Film- und Konzertkritiken in Zeitungen, Zeitschriften und Anthologien.
Bardola studierte Germanistik, italienische Literatur und Philosophie an den Universitäten Zürich, Bern und München. 1984 erlangte er den Grad Licentiatus Philosophiae an der Universität Zürich bei Professor Michael Böhler mit einer Arbeit über Theorien moderner Lyrik. 1985 gründete er in der Monatszeitschrift Münchner Buchmagazin die Kolumne Lyrik-Revue, die heute online fortgeführt wird.
Er arbeitete seit 1985 als Redakteur, Bibliotheks- und Verlagslektor in München. Er war Redaktionsleiter für buchhändlerische Werbemittel in der Rossipaul Verlagsgesellschaft, Chefredakteur der Fachzeitschrift für Kinder- und Jugendmedien Eselsohr, Lektor für Kinder- und Jugendbücher bei cbj und Lektor für Belletristik im Verlag Karl Blessing. Bekannt wurde er 2005 mit dem Roman Schlemm, der den assistierten Suizid thematisiert. In weiteren Publikationen engagierte er sich für eine Liberalisierung der Sterbehilfe in Deutschland nach dem Schweizer Modell Exit.
Während seiner Mitarbeit von 1986 bis 1993 in der Internationalen Jugendbibliothek als Lektor und als Verantwortlicher für die Öffentlichkeitsarbeit beschäftigte er sich mit Kinder- und Jugendliteratur und setzt sich seither für Leseförderung ein. Er übersetzte Kinder- und Jugendbücher ins Deutsche, bloggte für das Zentrale Verzeichnis Antiquarischer Bücher (ZVAB) und drehte Filme mit dem Fokus Schule.
Er war 2005 Juror beim Deutschen Jugendliteraturpreis für das Gesamtwerk eines Übersetzers. Sein Almanach Lies doch mal! erschien von 2005 bis 2010 mit Lektüreempfehlungen für Kinder- und Jugendliche. Bardola ist Mitbegründer des Senter Kreises, der sich regelmäßig in Sent trifft und bislang drei Bücher veröffentlicht hat.
2015 war er Gastdozent an der LMU im Studiengang Buchwissenschaften zum Thema Presse- und Öffentlichkeitsarbeit. Seine Beiträge erschienen u. a. in den Anthologien Zum Werk von Roger Willemsen – Der leidenschaftliche Zeitgenosse (S. Fischer, 2015) oder in Die Hoffnung im Gepäck – Begegnungen mit Geflüchteten (Allitera, 2015). Seine Aufsätze und Rezensionen erschienen unter anderem im Börsenblatt und BuchMarkt sowie in der Abendzeitung, Neuen Zürcher Zeitung, Süddeutsche Zeitung und Die Zeit. 2021 veröffentlichte er das Sachbuch Mercury in München. Seine besten Jahre über den Rocksänger Freddie Mercury. Das Buch schaffte es im September desselben Jahres auf die SPIEGEL-Bestsellerliste. Der Verlag Heyne Hardcore wurde auf der Frankfurter Buchmesse 2022 mit dem Sales Award ausgezeichnet „für den Launch des Titels 'Mercury in München‘ in Szene gesetzt von Nicola Bardola“. Das Buch bildet die Grundlage für Stadtführungen. Bardola gilt als Beatles-Experte und veröffentlicht Artikel und Bücher zum Thema.
Seine Bücher wurden ins Englische, Griechische, Italienische, Portugiesische und Spanische übersetzt. Er lebt bei München und engagiert sich ehrenamtlich für die Monacensia.

## Publikationen
- Lies doch mal! Ganz aktuell – Die 50 besten Kinder- und Jugendbücher. Omnibus, München 2005, ISBN 3-570-27039-4.
- Schlemm. A1, München 2005, ISBN 3-927743-79-8 / Heyne, München 2007, ISBN 978-3-453-81169-0 / Piper, München 2015, ISBN 978-3-492-98507-9.
- Lies doch mal! Band 2, 50 wichtige Jugendbücher. cbt, München 2006, ISBN 978-3-570-30342-9.
- Meine Besten. Deutsche Jugendbuchautoren erzählen. Arena, Würzburg 2006, ISBN 978-3-401-05941-9.
- Lies doch mal! Band 3, Die 50 besten Kinder- und Jugendbücher 2008. Omnibus, München 2007, ISBN 978-3-570-21843-3.
- Der begleitete Freitod. Ein Plädoyer für die Selbstbestimmung über das eigene Leben. Südwest, München 2007, ISBN 978-3-517-08302-5.
- Lies doch mal! Band 4, Die 50 besten Kinder- und Jugendbücher 2009. cbj, München 2008, ISBN 978-3-570-22002-3.
- Mit Bilderbüchern wächst man besser. (Gemeinsam mit Stefan Hauck, Mladen Jandrlic, Susanna Wengeler) Thienemann, Stuttgart 2009, ISBN 978-3-522-43631-1.
- Bestseller mit Biss. Liebe Freundschaft und Vampire – Alles über die Autorin Stephenie Meyer, Heyne, München 2009, ISBN 978-3-453-81182-9.
- Lies doch mal! Band 5, Die 50 besten Kinder- und Jugendbücher 2010. cbj, München 2009, ISBN 978-3-570-22144-0.
- John Lennon – Wendepunkte. Römerhof-Verlag, Zürich 2010, ISBN 978-3-905894-07-3.[19]
- Lies doch mal! Band 6, Die 50 besten Kinder- und Jugendbücher 2011. cbj, München 2010, ISBN 978-3-570-22262-1.
- Morton Rhue: Leben und Werk. Über den Bestsellerautor von „Die Welle“ und „Ich knall euch ab!“. Mit bisher unveröffentlichter Kurzgeschichte. Ravensburger Buchverlag, Ravensburg 2012, ISBN 978-3-473-58407-9.
- Utopien. Ein Lesebuch. S. Fischer, Frankfurt am Main 2012, ISBN 978-3-596-90391-7.
- Yoko Ono: Die Biografie Verlag Langen-Müller, 2012, ISBN 978-3-7844-8128-9.
- Wolfgang Hohlbein: Leben und Werk. Ueberreuter/Neobooks, Wien, München 2013, ISBN 978-3-8476-4410-1.
- Licht im Bunker. Die Debatte um Gewalt in der Jugendliteratur. Eine Dokumentation. dtv, München 2015, ISBN 978-3-423-42788-3.
- Patt. Piper, München 2015, ISBN 978-3-492-98503-1.
- Leseglück. Wie lernt mein Kind lesen? (Gemeinsam mit Stefan Hauck, Mladen Jandrlic, Alexandra Rak, Christoph Schäfer, Ralf Schweikart) Arena, Würzburg 2015, ISBN 978-3-401-70798-3.
- Elena Ferrante – meine geniale Autorin. Reclam-Verlag 2019, ISBN 978-3-15-011189-5.
- Wie Kinder Bücher lesen  (Gemeinsam mit Stefan Hauck, Mladen Jandrlic, Alexandra Rak, Christoph Schäfer, Ralf Schweikart) Carlsen, Hamburg 2020, ISBN 978-3-551-25267-8.
- Ringo Starr – Die Biographie. Edition Olms, Zürich 2020, ISBN 3-283-01295-4
- John Lennon. Zweitausendeins, Leipzig 2020, ISBN 3-96318-080-3.
- Mercury in München – Seine besten Jahre. Heyne Hardcore, München 2021, ISBN 3-453-27352-4.
- Jack Kerouac - Beatnik / Genie / Rebell - Die Biografie. Goldmann, München 2022, ISBN 978-3-442-31657-1
- Applaus, Applaus - Sportfreunde Stiller - Die Bandbiografie. Hannibal, Höfen 2023, ISBN 978-3-85445-759-6
- Vom Bambi Kino in den Buckingham Palast: Unveröffentlichtes, Raritäten und Storys aus der frühen Beatles-Ära (mit Herbert Hauke). Reiffer Verlag, Meine 2024, ISBN 978-3910335608
- Der größtmögliche Beweis für Liebe. Teil 1: Schlemm. Teil 2: Schalm. Nagel & Kimche / Harper Collins Deutschland, Zürich & Hamburg 2024, ISBN 978-3312013357